# Struhařov, Praha-východ
Struhařov là một làng thuộc huyện Praha-východ, vùng Středočeský, Cộng hòa Séc.